# Natri oxide
Natri oxide là hợp chất hoá học có công thức Na2O. Nó được dùng trong gốm và thủy tinh, dù không phải ở dạng thô. Chất này tác dụng với nước tạo ra sodium hydroxide: 
Na2O + H2O → 2 NaOH
Các oxide kim loại kiềm M2O (M = Li, Na, K, Rb) đều kết tinh dưới dạng cấu trúc antiflorit. Trong cấu trúc này vị trí của các anion và cation được giữ giống với vị trí của CaF2, trong đó ion natri liên kết dạng tứ diện với 4 ion oxide và ion oxide liên kết dạng lập phương với 8 ion natri.

## Điều chế
Natri oxide được tạo ra bởi phản ứng của natri với natri hydroxide, natri peroxide hay natri nitrit:
2 NaOH + 2 Na  → 2 Na2O + H2
Na2O2 + 2 Na → 2 Na2O
2 NaNO2 + 6 Na → 4 Na2O + N2
Hầu hết những phản ứng trên dựa vào phản ứng khử của natri với chất gì đó, liệu nó có phải là hydroxide, peroxide hay nitrite không.
Đốt natri trong không khí cũng tạo ra Na2O và khoảng 20% natri peroxide Na2O2.
6 Na + 2 O2 → 2 Na2O + Na2O2

## Ứng dụng

### Làm thủy tinh
Natri oxide là một thành phần đáng kể của thủy tinh và các ô kính mặc dù nó được thêm vào dưới dạng "soda" (natri carbonat). Natri oxide không tồn tại rõ ràng trong thủy tinh, vì thủy tinh là những polyme liên kết đan xéo nhau phức tạp. Điển hình, thủy tinh được sản xuất ra chứa khoảng 15% natri oxide, 70% silica và 9% vôi (CaOH). "Soda" natri carbonat hoạt động như một luồng để làm giảm nhiệt độ silica nóng chảy. Thủy tinh soda có nhiệt độ nóng chảy thấp hơn nhiều so với thủy tinh thuần khiết, và có độ đàn hồi cao hơn. Những sự thay đổi trên xảy ra vì silica và soda phản ứng với nhau tạo thành natri silicat có công thức tổng quát Na2[SiO2]x[SiO3].
Na2CO3 → Na2O + CO2
Na2O + SiO2 → Na2SiO3